# Gomal
Der Gomal (auch Gumal, Paschtu/Dari گومل رود Gōmal rūd, Urdu دریائے گومل daryā-e Gwmal) ist ein Fluss in Afghanistan und Pakistan, der rechtsseitig in den Indus mündet. 

## Verlauf
Die Quelle des Gomal liegt im Norden der Provinz Paktika im Bezirk Sar Hawza. Von dort durchquert er die gesamte Provinz in südöstlicher Richtung. An der pakistanischen Grenze ändert sich der Verlauf in östliche Richtung. In Pakistan zählen Kundar, Wana Toi und Zhob zu den wichtigsten Nebenflüssen des Gomal. Ungefähr 30 Kilometer südlich der Stadt Dera Ismail Khan mündet er in den Indus. Der Fluss hat eine Länge von knapp 400 Kilometern.
Bei Khjori Kach am Zusammenfluss von Gomal und Zhob entstand in den Jahren 2001–2011 die Gomal-Zam-Talsperre. Diese umfasst eine 133 m hohe Staumauer aus Walzbeton (RCC-Damm) sowie ein 
17,4 MW-Wasserkraftwerk. An der Stelle der Talsperre durchbricht der Gomal den Gebirgszug des Sulaimangebirges und erreicht das Industiefland.